# Aero A.46
L'Aero A.46 est un avion biplan biplace à ailes égales décalées d'entraînement militaire dont le prototype prit l’air en 1931. Cet appareil ne dépassera pas le stade prototype.